# 宁建国
宁建国 (1963年3月—)，北京理工大学教授，主要从事爆炸力学、计算力学与弹药工程等方面的研究工作。担任《计算力学学报》、《高压物理学报》等刊物编委，入选中华人民共和国教育部第八批"长江学者"特聘教授。